# 蒂鲁唐格阿尔
蒂鲁唐格阿尔（Thiruthangal），是印度泰米尔纳德邦Virudhunagar县的一个城镇。总人口49142（2001年）。

## 人口
该地2001年总人口49142人，其中男性24569人，女性24573人；0—6岁人口6391人，其中男3239人，女3152人；识字率66.19%，其中男性为74.24%，女性为58.14%。